# Strandfåfoting
Strandfåfoting (Amphipauropus rhenanus) är en mångfotingart som först beskrevs av Walter Hüther 1971. Enligt Catalogue of Life ingår strandfåfoting i släktet strandfåfotingar och familjen Amphipauropodidae, men enligt Dyntaxa är tillhörigheten istället släktet strandfåfotingar och familjen fåfotingar. Enligt den svenska rödlistan är arten otillräckligt studerad i Sverige. Arten förekommer i Götaland. Artens livsmiljö är havsstränder, våtmarker. Inga underarter finns listade i Catalogue of Life.